# Berliner Eishockeymeisterschaft 1933/34
Die Saison 1933/34 der Berliner Eishockeymeisterschaft wurde vom Sportgau II/III ausgerichtet, der territorial dem bisherigen Brandenburger Eissportverband entsprach und ab Januar bzw. März 1934 dem Deutschen Reichsbund für Leibesübungen unterstand.
Meister wurde wieder der Berliner Schlittschuhclub, obwohl er mit Rudi Ball einen der besten Spieler an den EHC St. Moritz verloren hatte. Der Jude Ball hatte wie seine Brüder nach der Machtergreifung der Nazis Deutschland verlassen.
Bei der Deutschen Meisterschaft 1934 in Schierke traten vier Berliner Mannschaften an. Der SC Brandenburg wurde erstmals deutscher Meister.

## Berlin-Liga
Die acht Teilnehmer spielten eine Einfachrunde. Neu in der Liga war der Berliner HC.
Der Vizemeister des Vorjahres, der Berliner EC, trat dreimal nicht an; die Spiele wurde ohne Tore für den EC als verloren gewertet. Ohne sportliche Niederlage landete der EC damit auf dem 5. Platz. Auf den ersten beiden Rängen lagen punktgleich der Titelverteidiger Berliner Schlittschuhclub und der SC Brandenburg. In einem Entscheidungsspiel holte sich der Schlittschuhclub erneut die Meisterschaft
| Rang |                           | Sp | S | U | N | Tore  | TD  | Pkt |
| ---- | ------------------------- | -- | - | - | - | ----- | --- | --- |
| 1.   | Berliner Schlittschuhclub | 7  | 5 | 1 | 1 | 54:09 | +45 | 11  |
| 2.   | SC Brandenburg            | 7  | 5 | 1 | 1 | 30:06 | +24 | 11  |
| 3.   | Tegeler EV                | 7  | 4 | 0 | 3 | 09:19 | −10 | 08  |
| 4.   | Zehlendorfer Wespen       | 7  | 4 | 0 | 3 | 18:25 | −07 | 08  |
| 5.   | Berliner EC               | 7  | 3 | 1 | 3 | 14:03 | +11 | 07  |
| 6.   | Berliner HC               | 7  | 3 | 0 | 4 | 21:36 | −15 | 06  |
| 7.   | BFC Preussen              | 7  | 1 | 1 | 5 | 10:22 | −12 | 03  |
| 8.   | Berliner SV 1892          | 7  | 1 | 0 | 6 | 05:41 | −36 | 02  |

Abkürzungen: Sp = Spiele, S = Siege, U = Unentschieden, N = Niederlagen, TD: Tordifferenz, Pkt: Punkte

Erläuterungen: Meister und Qualifikation für die Deutsche Meisterschaft, Abstieg in die 1. Klasse

### Entscheidungsspiel
Berliner Schlittschuh-Club - SC Brandenburg 3:1

## 1. Klasse
Im Finale setzte sich der im Vorjahr abgestiegene TC Grunewald gegen den Oberschöneweider HC mit 5:2 durch und stieg in die Liga auf.